# George Mostow
George Daniel Mostow (4 de julho de 1923 – 4 de abril de 2017) foi um matemático estadunidense, conhecido por suas contribuições à teoria de Lie. Ele foi professor de Matemática na Universidade de Yale, membro da National Academy of Sciences, 49º presidente da American Mathematical Society (1987-1988) e curador do Institute for Advanced Study de 1982 a 1992.
 

O fenômeno de rigidez para redes em grupos de Lie que ele descobriu e explorou é conhecido como rigidez de Mostow. Seu trabalho sobre rigidez desempenhou um papel essencial no trabalho de três medalhistas Fields, a saber, Grigori Margulis, William Thurston e Grigori Perelman. Em 1993, ele recebeu o Prêmio Leroy P. Steele da American Mathematical Society por Contribuição Seminal à Pesquisa. Em 2013, ele recebeu o Prêmio Wolf em Matemática "por sua contribuição fundamental e pioneira para a geometria e a teoria dos grupos de Lie".